# Heros notatus
Heros notatus är en fiskart som först beskrevs av Jardine, 1843.  Heros notatus ingår i släktet Heros och familjen Cichlidae. Inga underarter finns listade i Catalogue of Life.